# خواهران بی‌نظیر
خواهران بی‌نظیر (به تامیلی: Apoorva Sahodarigal) و (به انگلیسی: Kinship) فیلمی هندی محصول سال ۱۹۸۳ و به کارگردانی آر. تیاگارجان است. در این فیلم بازیگرانی همچون کارتیک، سورش، رادا، سوهاسینی مانیراتنام و اورواشی ایفای نقش کرده‌اند.